# Katastrofa lotu Angara 2311
Katastrofa lotu Angara 2311 – katastrofa lotnicza samolotu Antonow An-24R należącego do linii Angara Airlines, do której doszło 24 lipca 2025 w Tyndzie w Rosji. W jej wyniku śmierć poniosło 48 osób, wszystkie osoby na pokładzie.

## Przebieg zdarzeń
Samolot An-24 wykonywał lot na trasie Chabarowsk-Błagowieszczeńsk-Tynda. Wystartował z Chabarowska o godz. 07.36 czasu lokalnego. Po technicznym lądowaniu w Błagowieszczeńsku An-24 ponownie wzbił się w powietrze z ponad dwugodzinnym opóźnieniem. Samolot miał wylądować w Tyndzie ok. godz. 13:14.
Samolot zniknął jednak z radarów kilka kilometrów od lotniska.
Samolot wykonał nieudane podejście końcowe i musiał odejść na drugi krąg, ale kontakt z maszyną został utracony.
Płonący wrak został odnaleziony przez śmigłowiec ratunkowy około 15 km na południe od Tyndy.
Ratownicy dotarli na miejsce katastrofy około godziny 23:00, z uwagi na odległy i bagnisty teren.

## Ofiary
Na pokładzie samolotu było pięcioro dzieci. Pięcioro pasażerów było pracownikami Rosyjskich Kolei. Jeden z pasażerów był obywatelem Chin.
Czterdziesta trzecia pasażerka spóźniła się na lot, ponieważ jej wnuczka była chora.

## Dochodzenie
Śledztwo w sprawie przyczyny katastrofy wszczęły Komitet Śledczy Federacji Rosyjskiej oraz Międzypaństwowy Komitet Lotniczy. Rejestratory parametrów lotu zostały odnalezione dzień po katastrofie. Śledczym udało się odzyskać dane z rejestratora rozmów w kokpicie, natomiast rejestrator danych lotu został zniszczony przez pożar.